# Juan Antonio Giraldo
Juan Antonio Giraldo Fernández de Sevilla (Villanueva de los Infantes, Ciudad Real, 4 de marzo de 1937-Las Palmas de Gran Canaria, 20 de enero de 2023) fue un escultor, pintor y vidrierista español. Se le reconoce como el forjador de la luz y el espacio, con horarios interminables en su taller y alejado de las relaciones político-culturales.
Erigido como un artista sólido, de formación autodidacta, inquieto y de orígenes humildes, fue muy querido en los circuitos de arte, especialmente de Canarias, donde fijó su residencia en 1968, nombrándolo en 2001 Académico numerario de la Real Academia Canaria de Bellas Artes.

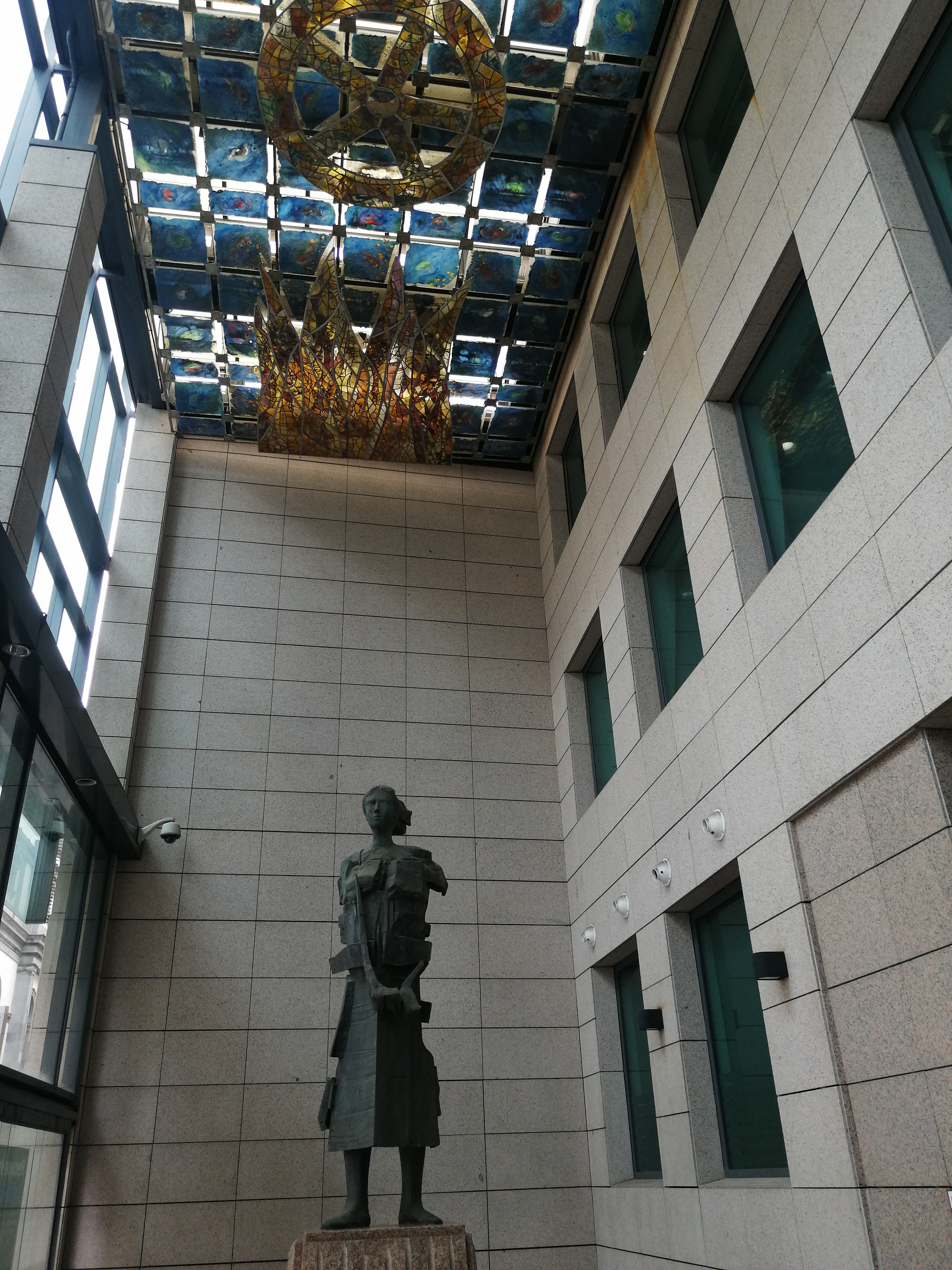
Vidriera y escultura 'Mujer' de La Caja Canarias, Gran Canaria, ahora Caixa Bank.

Su tierra natal, también le dedicó una calle en el 2003 en Manzanares así como fue nombrado Hijo Predilecto de Villanueva de los Infantes en 2004.

## Biografía
En 1951 se trasladó a Manzanares, Ciudad Real y tres años después comenzó a dibujar. En 1959, ya dedicado a la pintura, expuso sus primeros cuadros. En 1963 gana el Premio de Dibujo en la Exposición de Artes Plásticas de Valdepeñas. Posteriormente viaja a París y comienza a interesarse por la escultura. 
En los dos siguientes años participó en la II y III Bienal de Zaragoza y en 1967 se trasladó a Haarlem, Países Bajos donde residió en "Academia 63". En 1968 fijó su residencia en Las Palmas de Gran Canaria.

## Algunas de sus obras
- 1970 - Vidriera e interiores del Templo Ecuménico de Playa del Inglés (Gran Canaria).

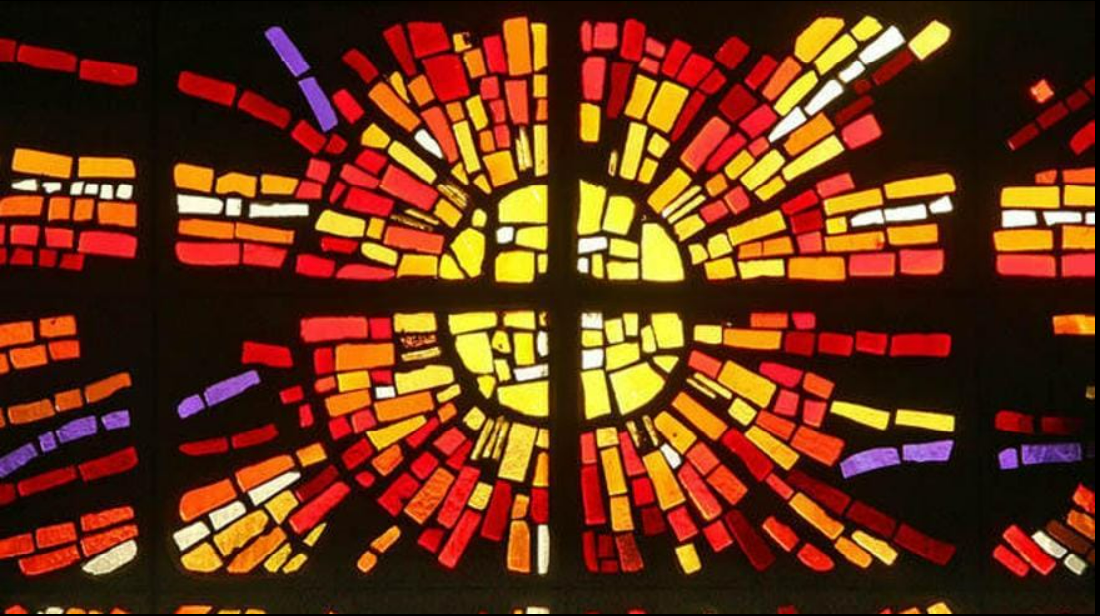
Vidriera del Templo Ecuménico de Playa del Inglés (Gran Canaria), 1970.

- 1972 - Vidrieras para la Capilla de San Juan de Dios (Las Palmas de Gran Canaria).
- 1974 - Mural en hierro para el Hotel Las Margaritas, Playa del Inglés (Gran Canaria).
- 1975 - Realiza la escultura en hierro soldado "Homoclaus" que se encuentra en el Museo Internacional de Arte Contemporáneo de Arrecife (Lanzarote).
- 1976 - Vidriera para el Hotel Tamarindos en San Agustín (Gran Canaria).
- 1979 - Mural y vidriera para la Iglesia de Santa Teresita en Las Palmas de Gran Canaria).
- 1980 - Vidriera emplomada para el techo del Banco de España en Santa Cruz de Tenerife.

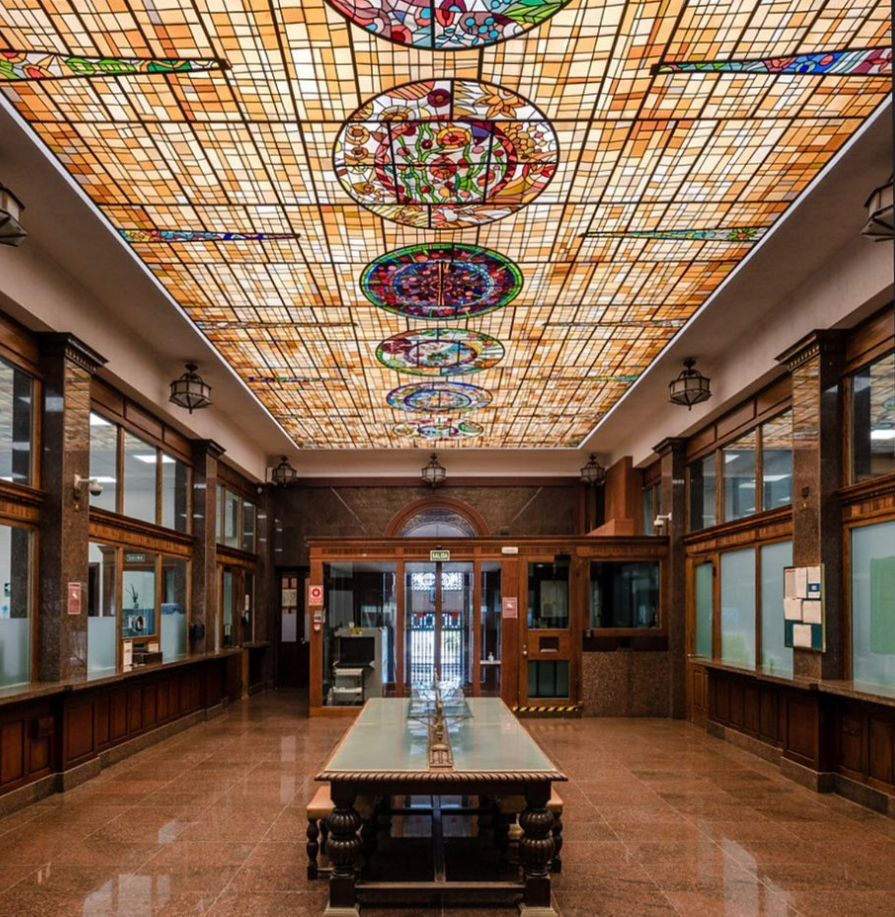
Vidriera emplomada para el techo del Banco de España en Santa Cruz de Tenerife, 1980..

- 1981 - Escultura múltiple para “Grupo16” para conmemorar el 10º aniversario de la revista “Cambio 16” (Madrid).
- 1982 - Mural en hierro para el Banco de Santander, Las Palmas de Gran Canaria.
- 1983 - Esculturas múltiples para la Dirección General de Promoción de Turismo (Madrid).
- 1985 - Esculturas en hierro para el rectorado de la Universidad de Las Palmas de Gran Canaria.
- 1991 - Restauración de las vidrieras de la Catedral de Las Palmas de Gran Canaria.
- 1992 - Escultura conmemorativa Olimpiada Barcelona’92 (Las Palmas de Gran Canaria).[6]
- 1995 - Escultura para el Campus de la Universidad de Las Palmas de Gran Canaria.
- 1996 - Escultura “Arraigo a la tierra” en Plaza pública en Segovia.

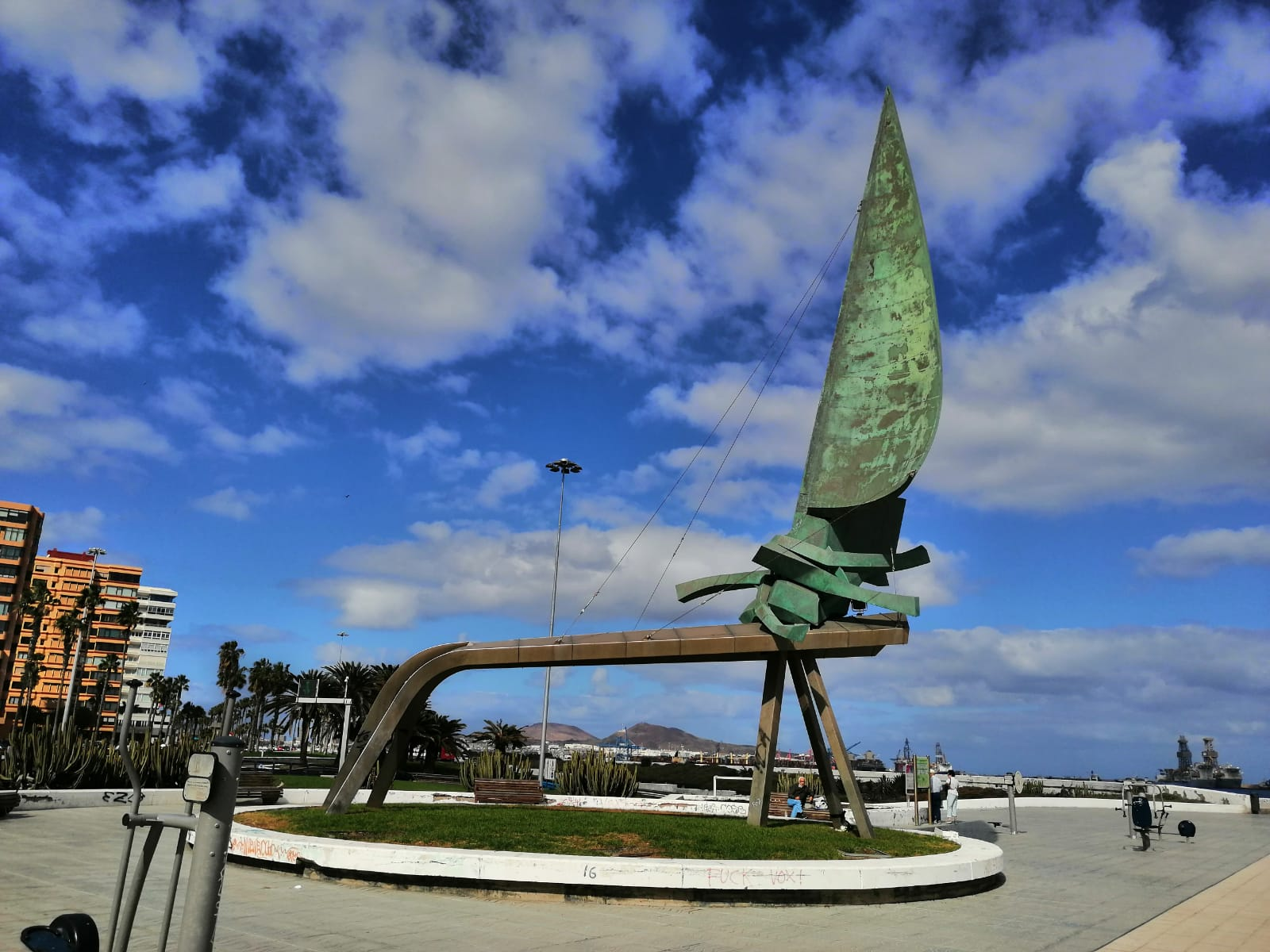
Escultura “Homenaje a la Vela Latina”, Avda. Marítima de Las Palmas de Gran Canaria, 1997.

- 1997 - Escultura “Homenaje a la Vela Latina”, Avda. Marítima de Las Palmas de Gran Canaria.[7]
- 1998 - Escultura “Homenaje a la mujer sureña”, San Bartolomé de Tirajana, Gran Canaria.[8]
- 1999 - Vidrieras para la sede de la Caja Insular de Ahorros de Canarias, Las Palmas G.C.
- 2001 - Vidrieras, imágenes, diseño interior y diseño exterior de la Iglesia del Sagrado Corazón, Vecindario (Gran Canaria).
- 2002 - Cartel del Carnaval 2002 de Las Palmas de Gran Canaria.[9]
- 2003 - Esculturas “Hombre” y “Mujer” para la Caja de Canarias, Las Palmas de Gran Canaria.
- 2004 - Escultura ”Jamila” donada a Villanueva de Los Infantes (Ciudad Real).
- 2005 - Vidriera para el Casino ubicado en el complejo turístico “Lago Martiánez”, Puerto de la Cruz (Tenerife).
- 2006 - Esculturas en bronce “Homenaje a Cervantes”, IV Centenario del Quijote, Villanueva de los Infantes (Ciudad Real).[10]
- 2007 - Restaura las vidrieras realizadas por Néstor Martín-Fernández de la Torre para el Teatro Pérez Galdós de Las Palmas de Gran Canaria.[11]
- 2011 - Restaura las vidrieras de la Iglesia del Antiguo Hospital de San Martín en Las Palmas.[12]

## Exposiciones individuales
- 1976. Galería Vegueta, Las Palmas de Gran Canaria.

Tom Macdock Gallery, Barcelona.
- 1977. Tom Macdock Gallery, Barcelona.

Spanska Túristbyra, Estocolmo.
- 1978. Galería Benedet, Oviedo.

Caja de Ahorros de Oviedo.
Galería Fúcares, Almagro, Ciudad Real.
Galería Ressle, Estocolmo.
Galería Botticelli, Las Palmas de Gran Canaria.
- 1979. Sala Conca, Tenerife.

Galería Rayuela, Madrid.
Galería Rodín, Tenerife.
Galería Beach Club, San Agustín, Gran Canaria.
- 1981. Galería Balos, Las Palmas de Gran Canaria.

Galería Vegueta, Las Palmas de Gran Canaria.
Galería Rodín, Tenerife.
- 1982. Galería Vegueta, Las Palmas de Gran Canaria.
- 1987. Galería Attiir, ARCO 87, Madrid.

Galería Attiir, Las Palmas.
- 1988. Retrospectiva Sala la Regenta en Las Palmas y Casa de la Cultura en Santa Cruz de Tenerife.

Club Prensa Canaria, Las Palmas de Gran Canaria.
Galería Rayuela, Madrid.
- 1990. Centro de Iniciativas de la Caja de Canarias. Las Palmas de Gran Canaria.
- 1991. Exposición Galería El Ensanche. Valencia.
- 1998. Exposición 34 Dibujos “Libro de Poemas”. Biblioteca Universidad de Las Palmas de Gran Canaria.
- 2005. Exposición itinerante de los treinta y cuatro dibujos que ilustran el libro de poemas “Espíritu 34”. Isla de Gran Canaria.

## Exposiciones colectivas
- 1965. II Bienal de Zaragoza. Zaragoza.

Exposición Internacional El Deporte en las Bellas Artes en Madrid.
Salón Internacional de Marzo, Valencia.
Fundación Rodríguez-Acosta, Granada.
- 1967. III Bienal de Zaragoza.

Salón Internacional de Marzo, Valencia.
- 1974. Mostra D’Art Múltiple, Barcelona.
- 1975. XI Exposición Internacional del Arte en Metal, Valencia.

III Exposición de Dibujo al Aire Libre en Manzanares (Ciudad Real).
Contacto 1, Las Palmas de Gran Canaria.
Exposición “Proyecto Canarias”, San Mateo, Gran Canaria.
- 1976. Certamen Internacional de Artes Plásticas en Lanzarote.
- 1977. Exposición Museo Resistencia Salvador Allende, Fundación Joan Miró en Barcelona y Galería Multitud en Madrid.

Colectiva Guadalimar, Las Palmas.
Homenaje a Picasso, Galería Balos, Las Palmas.
- 1978. Exposición “Arte Contemporáneo”, Ferry Villa de Agaete”.

Exposición Arte Contemporáneo Colegio de Arquitectos, Tenerife.
- 1979. Homenaje a Brunelleschi, Galería Fúcares en Almagro (Ciudad Real).

Amnistía Internacional, Tenerife. Itinerante de A.C.A.
- 1980. FIAC, Paris. Art 1980, Chicago.

Amnistía Internacional, Madrid.
II Bienal de Las Palmas de Gran Canaria.
- 1981. Homenaje a Cuixart en Galería Balos, Las Palmas G.C.
- 1982. Homenaje a Martín Chirino en Galería Balos, Las Palmas.
- 1983. ARCO 83, Madrid, con la Galería Vegueta.

Exposición de Artistas Manchegos, Palacio de Velázquez, Madrid.
Homenaje a Eduardo Westerdahl en Tenerife, Las Palmas y Lanzarote.
Exposición Pequeñas Piezas de la serie “Restos Arqueológicos” en Galería Attiir, Las Palmas G.C.
- 1987. ARCO 87, Madrid, con la Galería Attiir.

Exposición en Galería Ynguanzo, Nueva York.
- 1989. 2.º Salón Internacional del Vitral en Chartres, Francia.
- 1992. “Homenaje a Maud” en la Exposición “Westerdahl, escrito con luz”. La Regenta, Las Palmas de Gran Canaria y Casa de la Cultura, Santa Cruz de Tenerife.
- 1995. Congreso de Vidrieros. Chartres, Francia.
- 1996. Exposición “Fondos para una colección, Década de los 70”, C.A.A.M. Las Palmas de Gran Canaria.
- 1997. Exposición “10 años de La Regenta”. Las Palmas G.C.
- 1999. Exposición “La Estampa en Canarias, 1750-1970”, Centro Cultural CajaCanarias en Tenerife y Casa de Colón, Las Palmas de Gran Canaria.

Exposición “El arte y una ciudad. Pintores y escultores en Las Palmas de Gran Canaria, 1900-1999”. Castillo de La Luz. Las Palmas de Gran Canaria.
- 2002. “La Colección”. Centro Atlántico de Arte Moderno. CAAM. Las Palmas de Gran Canaria.
- 2003. Exposición “Las Tentaciones de San Antonio”. Centro Atlántico de Arte Moderno. CAAM. Las Palmas de Gran Canaria.
- 2004. Exposición de Arte Sacro “La Huella y La Senda”. Catedral de Santa Ana, Las Palmas de G. C.
- 2005. Exposición “Homenaje a Lola Massieu”. Las Palmas de Gran Canaria.

Exposición “Frutos de la tierra”. Isla de Gran Canaria.
- 2006. Participa con varios Collages en la exposición “Arte Contemporáneo de Japan” en la Villa de Agaete, Gran Canaria.

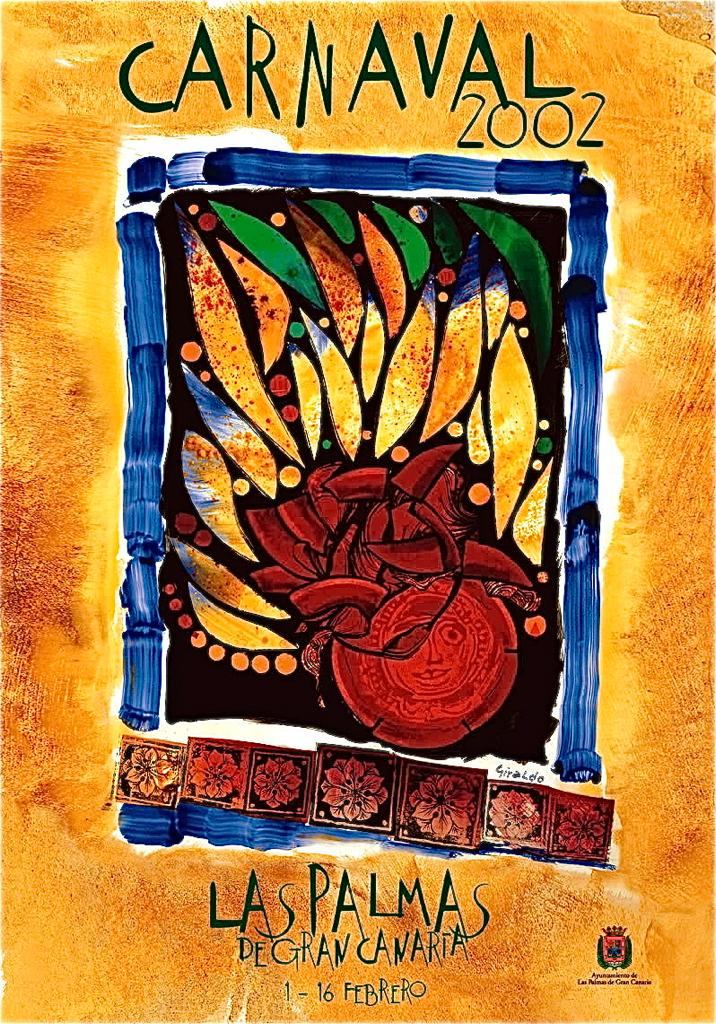
Cartel del Festival de Carnaval de las Palmas de Gran Canaria, por Antonio Giraldo 2002.

## Museos y colecciones
- Museo Internacional de Arte Abstracto, Lanzarote.
- Museo de Villafamés, Castellón.
- Museo de Arte Contemporáneo, Barcelona.
- Museo de Casa de Colón, Las Palmas.
- Museo Internacional de la Resistencia Salvador Allende.
- Museo A.C.A., Tenerife.
- Centro Atlántico de Arte Moderno, C.A.A.M. Las Palmas.
- Museo Provincial de Ciudad Real.
- Banco de Bilbao, Ciudad Real.
- Galería Vegueta, Las Palmas.
- Suzanne Martín, Nueva York.
- Palacio de La Zarzuela, Madrid.
- Galería Christel, Estocolmo.
- Georg Dahlberg, Estocolmo.
- Galería Conca, Tenerife.
- Galería Rayuela, Madrid.
- Arrecife Gran Hotel, Lanzarote.
- José Domingo López Lorenzo, Las Palmas.
- Dámaso Escouriaza, Bilbao.
- Handeisbanken, Estocolmo.
- Colección de Arte Moderno de Castilla-La Mancha.
- Banco de España. Tenerife.
- Cesáreo Rodríguez Aguilera, Barcelona.
- Eduardo Westerdahl, Tenerife.
- Colección del Gobierno de Canarias, Las Palmas.
- Secretaría de Cultura, Las Palmas.
- Colección Paraninfo de la Universidad de Las Palmas.
- Banco de las Islas Canarias, Barcelona.
- Gabinete Literario, Las Palmas.
- Cámara de Comercio, Las Palmas.
- Cabildo Insular de Gran Canaria.
- Toyota Motor Corporation. Tokio, Japón.
- Museo Internacional del Vidrio. La Granja, Segovia.
- Caja Insular de Ahorros, Las Palmas.

## Premios y honores

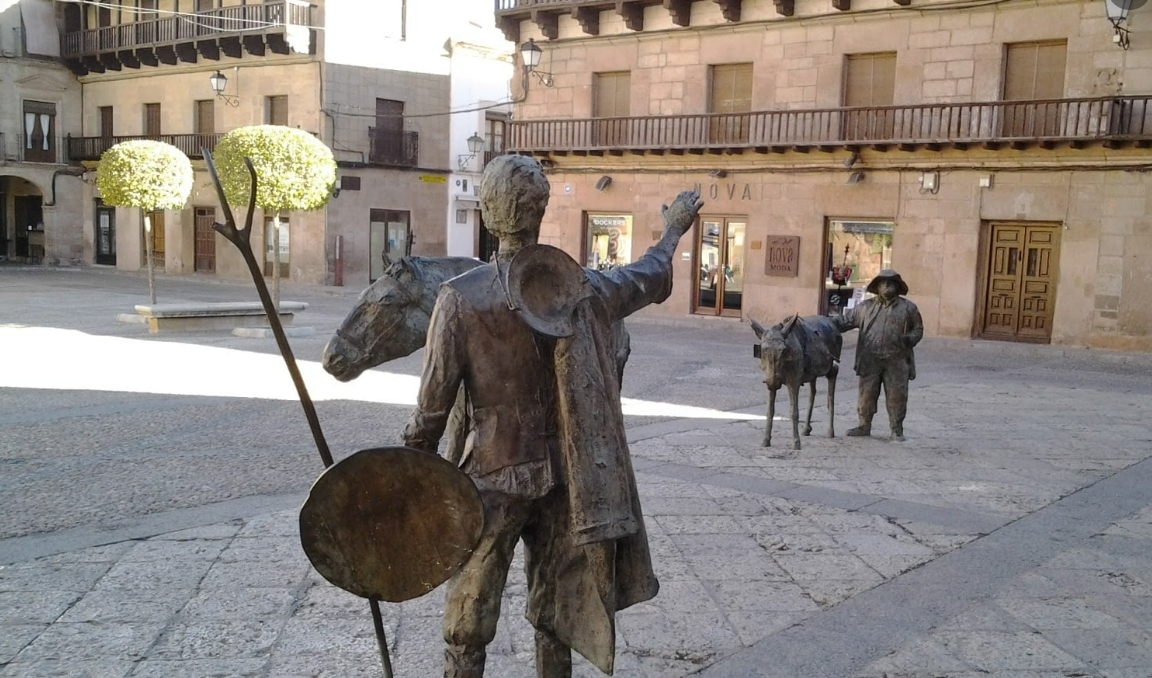
Esculturas en bronce “Homenaje a Cervantes”, IV Centenario del Quijote, Villanueva de los Infantes, Ciudad Real, 2066.

- Premio de dibujo en la exposición Nacional de Valdepeñas (C. Real), 1963.
- Lothar Siemens hace una composición musical “Giraldo7, siete” para flauta, Oboe y Fagot en 1976.
- Eduardo Westerdahl escribe el texto del libro “Giraldo”, Colección Delta, editado por Ediciones Rayuela en 1979.
- Premio de las Bellas Artes (Escultura) en la Comunidad de Castilla-La Mancha, 1987.
- En 1991 la poetisa Elsa López, en su libro “La Fajana Oscura”, le dedica su poema “Objetos para medir la sombra”, en Edición bilingüe con traducción de Rifaat Afte.
- Premio “Gran Canaria de Escultura”, 1994.
- Premio Canarias7 al “Artista del año 1997” (Las Palmas de G.C.), 1998.
- Académico numerario de la Real Academia Canaria de Bellas Artes San Miguel Arcángel (Santa Cruz de Tenerife), 2001.[13][14]
- El Ayuntamiento de Manzanares (Ciudad Real) le dedica una Calle con su nombre, 2003.
- Es nombrado Hijo Predilecto de Villanueva de los Infantes (Ciudad Real), 2004.